# Drugi način
Drugi način je zagrebački rock sastav osnovan 1974. godine. Tri člana Požgajec, Mekić i Kurtović bili su članovi grupe Novi akordi. Grupa je objavila dvije singl ploče, da bi 9. listopada 1974. godine glazbenu karijeru nastavili pod imenom Drugi način  (ime preuzimaju iz pjesme Federica García Lorce, "Na drugi način") . U lipnju 1975. godine objavljuju svoj prvi studijski album Drugi način, kojim su odmah po izlasku osvojili veliki broj obožavatelja.
Krajem 1976. Branko Požgajec odlazi na odsluženje vojnog roka, a iz Drugog načina odlaze Ismet Kurtović i Halil Mekić, da bi kratkotrajno osnovali sastav Nepočin i s njim snimili album, Svijet po kome gazim (1978.). Povratkom Požgajeca iz JNA, Drugi način se nanovo okuplja 1978. godine. Objavljuju dva singla 1978. i 1979. godine, te drugi studijski album 1982. godine. Cijelo razdoblje osamdesetih sastav iako mijenjajući glazbenike, intenzivno nastupa.
Krajem 1980-ih kratkotrajno prestaju s radom. Branko Požgajec 1992. godine ponovno okuplja sastav i objavljuje album sa svojim starim uspješnicama, koje je snimio tijekom sedamdesetih i osamdesetih godina.

## Životopis sastava
Branko Požgajec (vokal, klavijature i flauta), Halil Mekić (gitara) i Poldrugac Vjekoslav Wossh (bas-gitara) početkom 1970-ih sviraju u sastavu Novi akordi. S njima je u to vrijeme svirao i bubnjar Adonis Dokuzović. Nakon odlaska Halila Mekića na odsluženje vojnog roka, u sastav dolazi Ismet Kurtović Ićo, koji osim što svira gitaru, još pjeva i svira flautu, a ostaje u sastavu i nakon povratka Mekića iz JNA. Godine 1973. Novi akordi objavljuju svoj drugi singl sa skladbama „Opet...” i „Odlazak” (glazba i aranžmani: Branko Požgajec, Poldrugac Vjekoslav, tekstovi: Lidija Matjačić). U srpnju 1974. godine bubnjar Adonis Dokuzović ih napušta i kasnije prelazi u Divlje jagode, a na njegovo mjesto dolazi Boris Turina Turko (bivši član sastava Crveni koralji i Zlatni akordi).
U jesen 1973. godine Nove akorde napuštaju Požgajec, Mekić i Kurtović i formiraju novu grupu Drugi način. Ime preuzimaju (na prijedlog Branka Požgajca) iz pjesme Federica García Lorce, "Na drugi način". Odabiru logo sastava (oko s dvije zjenice) i originalna slova za ime. To sve umjetnički uobličuje strip-autor Igor Kordej.
Pišu nove skladbe i prezentiraju ih po koncertima u Sloveniji, ali i u zagrebačkim klubovima, a najviše u klubu Big Ben. 

## Prvi album: "Drugi Način"
Tijekom prosinca 1974. i siječnja 1975. godine odlaze u ljubljanski studio Akademik i snimaju materijal za svoj prvi album. Nakon što su završili sa snimanjem, krenuli su u potragu za izdavačkom kućom. Međutim, tada nastaju problemi kad ih Jugoton odbija, a ugovor s izdavačem Suzy raskidaju zbog nesuglasica oko dizajna omota albuma. Naposljetku, prihvaća ih PGP RTB (iako i oni više slučajno nego što su vjerovali u ponuđeni materijal), jer se tadašnjem uredniku svidio moderan dizajn albuma, te potpisuju ugovor bez preslušanog materijala. Album odmah po izlasku privlači mnogobrojne obožavatelje i potom još nekoliko puta biva nanovo objavljivan. Dio tekstova, povezne stihove na omotnici ploče kao i komentar teme albuma, napisao je Boris Turina Turko koji recitativom počinje jednu od većih uspješnica s albuma „Stari grad”. Na albumu se u ulozi tekstopisaca pojavljuju Lidija Matjačić („Opet”), Davor Alačević („Carstvo samoće”) i Gojko Bjelac („Lile su kiše” i „Stari grad”). Glazbu i aranžmane na albumu rade Branko Požgajec, Halil Mekić i Ismet Kurtović Ićo, koji na materijalu pjevaju i sviraju flaute. U to vrijeme flautu u rock glazbi proslavio je britanski rock sastav Jethro Tull, dok je Drugi način imao dvije, a njihova efektna izvedba vidi se u skladbama „Lile su kiše”, „Žuti list” i „Stari grad”.
Godine 1976. Branko Požgajec odlazi na odsluženje vojnog roka, a dvojac Ismet Kurtović Ićo i Halil Mekić koriste to vrijeme za osnivanje sastava Nepočin (naziv uzimaju iz pjesme „Nepočin polje” koju je napisao srpski pjesnik Vasko Popa), s kojim objavljuju jedan studijski album Svijet po kome gazim (1978.). Pored Kurtovića i Mekića, taj sastav činili su još basist Božo Ilić Dugi, klavijaturist Damir Šebetić i bubnjar Branko Knežević Kneža (kasnije član sastava Aerodrom i Sevdah Shuttle Band).
Nakon povratka Požgajeca iz JNA, Drugi način nastavlja s radom, u skupinu dolaze novi gitaristi Branko Bogunović i Nikola Gečević Koce (bivši član sastava Stakleno zvono). Redovno snimaju i sviraju po prostoru bivše Jugoslavije, a 1978. objavljuju singl s kompozicijama „Prođe ovaj dan” i „Zadnji put”. Nakon toga, Drugi način ponovo doživljava promjene. Godine 1979. sastav napuštaju Boris Turina Turko (posvećuje se sportu) i Branko Bogunović koji osniva jazz-rock sastav Obećanje proljeća. Na njihova mjesta dolaze Miroslav Budanko-Ajzić (bubnjevi) i Robert Krkač (gitara). Iste godine sastav objavljuje još jedan singl s pjesmama „Balada o osmijehu” i „Obećaj mi proljeće”. Nakon iscrpljujuće ljetne turneje kojom su obišli cijelu jadransku obalu, Požgajec nakratko raspušta sastav. Krkač na poziv Jure Stublića prelazi u sastav Film, kako bi zamijenio njihovog gitarista Mladena Juričića koji je otišao na odsluženje vojnoga roka. Branko Požgajec 1980. godine okuplja Drugi način dovodeći u sastav nanovo Ismeta Kurtovića Iću i Halila Mekića, a s njima dolazi i basista Nepočina Božo Ilić Dugi.

## Drugi album: "Ponovno na putu"
Uz Miroslava Budanka-Ajzića na bubnjevima, sastav intenzivno nastupa i priprema pjesme za drugi studijski album. 
Ne slažući se dijelom materijala, Mekić odlazi iz sastava, a početkom 1982. godine na njegovo mjesto dolazi mladi gitarist Danijel Veličan koji s Drugim načinom snima drugi studijski album Ponovno na putu (Suzy). Većinu tekstova za ovaj album napisao je Fikret Kurtović Fifi, brat Ismeta Kurtovića. Album nije popratio veći uspjeh, ali se izdvojila pjesma „Piši mi”. Redovno su svirali na turnejama te održavali i do 150 koncerata, svirajući pritom i stranu glazbu. Dana 25. i 26. svibnja Drugi način je oborio svojevrsni rekord u svijetu rock and rolla, održavši u 26 sati 4 koncerta u 3 grada.
Budući da im glazbeni stilovi krajem 1970-ih i početkom 1980-ih nisu išli na ruku, gdje je već dominirao novi val, polako su gubili popularnost i počeli se povlačiti sa scene, da bi se na kraju pojavljivali u javnosti samo na prigodnim koncertima. Jedan od tih koncerata u to vrijeme dogodio se u Zenici, gdje je oko 8000 njihovih obožavatelja strepilo da će koncert biti otkazan zbog kiše. Ipak, Drugi način izlazi na scenu i počinje koncert skladbom „Lile su kiše”, što je izazvalo erupciju publike i koncert je održan do kraja. Do kraja 1980-ih sastav usporava tempo te nastupa vrlo rijetko, da bi 1990. godine prestao s radom.
Nakon duže pauze Branko Požgajec 1992. godine uz pomoć glazbenika Bože Ilića Dugog (bas-gitara), Davora Senčara (gitara), Dražena Kovača (bubnjevi) i Maria Mauera (klavijature), nanovo snima stare skladbe uz dvije nove („Jer postoji ona” i „A 'La Vild”). Materijal izlazi na kazeti, CD-u, a i na vinilu kao LP u ograničenoj nakladi (500 primjeraka). Nakon te ploče diskografska kuća Croatia Records zauvijek obustavlja proizvodnju vinilinih gramofonskih ploča. Album je objavljen pod imenom Drugi način. Na materijalu su radili Božo Ilić Dugi, jedini iz stare postave sastava, Davor Senčar (Legija), Dražen Kovač (Regata) i klavijaturist Mario Mauer. Ismet Kurtović Ićo, također objavljuje svoj solistički album, pod nazivom Moje najljepše pjesme, a na njemu se nalaze skladbe Drugog načina i njegove iz sastava Nepočin, kao dvije verzije nove skladbe „Mojoj dragoj BIH”.
Drugi način 1998. godine nastupa na neumskom festivalu sa svojom kompozicijom „Seoska djevojka”, te često održava koncerte po Njemačkoj, Austriji i Švicarskoj.

## Novije doba
Drugi način još jednom se okuplja u svibnju 2000. godine i nastupa u zagrebačkom Domu sportova, kao predgrupa svom uzoru, slavnoj skupini Jethro Tull.
Sastav se ponovno aktivira 2008. godine u postavi: Branko Požgajec, Božo Ilić Dugi, Ernest Vinković, klavijaturist Damir Vuk, gitarist Mario Domazet i bubnjar Mladen Palenkaš, te počinje nastupati. Nastupe intenzivira u 2009. godini u kojoj obilježava 35 godina od svog osnutka, te odlazi u studio kako bi snimili novi materijal za svoj sljedeći album.
Godine 2016. izdaju novi album pod imenom Zgubidan, koji pri izdavanju na kratko ima problema s izgledom omota zbog kršenja autorskih prava.

## Glazbenici koji su svirali u Drugom načinu
Kroz proteklih 35 godina kroz sastav su prošli brojni glazbenici (kronološki popis):
- Branko Požgajec - vokal, klavijature, glasovir, orgulje, flauta, skladatelj
- Ismet Kurtović Ićo - vokal, gitara, akustična gitara, flauta, skladatelj
- Halil Mekić - gitara, vokal, skladatelj
- Željko Mikulčić - bas-gitara, vokal
- Boris Turina Turko - bubnjevi, udaraljke, vokal, tekstopisac
- Branko Bogunović - gitara
- Nikola Gečević Koce - gitara, vokal
- Miroslav Budanko-Ajzić - bubnjevi, udaraljke
- Robert Krkač - gitara
- Božo Ilić Dugi - bas-gitara
- Danijel Veličan - gitara
- Davor Senčar - gitara
- Damir Lipošek Keks - gitara
- Dražen Kovač - bubnjevi
- Ernest Vinković - gitara, vokal
- Darko Hajsek - klavijature
- Mario Mauer - klavijature, vokal
- Damir Vuk - klavijature, vokal
- Branko Bardun - klavijature
- Mario Domazet - gitara
- Mladen Palenkaš - bubnjevi

## Diskografija

### Singlovi
- „Dugi put” / „Izgubljena žena” - (PGP RTB, 1975.)
- „Jugoslavija” / „Crnogorsko kolo” - (PGP RTB, 1976.)
- „Prođe ovaj dan” / „Zadnji put” - (Jugoton, 1978.)
- „Obećaj mi proljeće” / „Balada o osmijehu” - (Jugoton, 1979.)

### Albumi
- Drugi način - (PGP RTB, 1975.)
- Ponovno na putu - (Suzy, 1982.)
- Drugi način - (Croatia Records, LP 1992., CD 1994.)
- (2 on 1)  Drugi način: Drugi način (1975) + Nepočin: Svijet po kojem gazim (1977.) (PGP RTS/Tapped Pictures, 1999.)
- Zgubidan - (Menart, 2016.)

## Vanjske poveznice
- Službene stranice sastava
- Službene stranice na Myspaceu  Arhivirana inačica izvorne stranice od 17. veljače 2021. (Wayback Machine)
- Discogs.com - Drugi način